# إليك برادي
إليك برادي (بالإنجليزية: Alec Brady)‏ هو لاعب كرة قدم بريطاني (وحمل سابقاً جنسية المملكة المتحدة لبريطانيا العظمى وأيرلندا) في مركز مهاجم داخلي، ولد في 2 أبريل 1865 في المملكة المتحدة، وتوفي في 19 أكتوبر 1913 في المملكة المتحدة. لعب مع شيفيلد وينزداي ونادي إيفرتون ونادي بيرنلي ونادي سلتيك ونادي سندرلاند وNewcastle West End F.C. ‏ وRenton F.C. ‏ ونادي غاينسبورو ترينيتي ونادي كلايدبانك ‏.